# EMA 1997
EMA 1997 je potekala 22. februarja 1997 v studiu RTV Slovenija. Prireditev je vodila Mojca Mavec.
Zmagala je Tanja Ribič s pesmijo »Zbudi se«. Na Pesmi Evrovizije je zasedla 10. mesto.

## Tekmovalne pesmi
Za razliko od preteklih let tekmovalne skladbe niso bile izbrane preko javnega razpisa, ampak je RTV Slovenija skupaj s sindikatom glasbenikov določila 8 najboljših avtorjev slovenske zabavne glasbe (Matjaž Vlašič, Aleš Klinar, Saša Lošić, Danilo Kocjančič, Veno Dolenc, Primož Peterca, Sašo Fajon in Slavko Avsenik ml.), ki so bili na Emo povabljeni. Avtorje besedil in izvajalce so avtorji glasbe izbrali sami.
| #   | Izvajalec         | Naslov pesmi               | Avtor glasbe              | Avtor besedila           | Avtor aranžmaja                |
| --- | ----------------- | -------------------------- | ------------------------- | ------------------------ | ------------------------------ |
| 1.  | Natalija Verboten | »Nekdo«                    | Matjaž Vlašič             | Urša Vlašič              | Matjaž Vlašič, Boštjan Grabnar |
| 2.  | Dominik Kozarič   | »Zaradi nje«               | Aleš Klinar               | Dominik Kozarič          | Aleš Klinar, Sašo Fajon        |
| 3.  | Tanja Ribič       | »Zbudi se«                 | Saša Lošić                | Zoran Predin             | Saša Lošić, Saša Olenjuk       |
| 4.  | Tinkara Kovač     | »Veter z juga«             | Danilo Kocjančič          | Drago Mislej             | Marino Legovič                 |
| 5.  | Irena Vrčkovnik   | »Kadar boš ob njej zaspal« | Matjaž Vlašič             | Urša Vlašič              | Matjaž Vlašič, Boštjan Grabnar |
| 6.  | Melita & Klarisa  | »Daljave«                  | Veno Dolenc               | Kajetan Kovič            | Jani Golob                     |
| 7.  | GROM              | »Le en poljub«             | Slavko Avsenik ml.        | Mirjam Beranek           | Slavko Avsenik ml.             |
| 8.  | Napoleon          | »Prosim, ostani«           | Aleš Klinar               | Anja Rupel               | Aleš Klinar                    |
| 9.  | Katrina           | »Korak v dežju«            | Primož Peterca, Rok Golob | Katarina Habe            | Rok Golob                      |
| 10. | Rok'n'Band        | »Jagode in čokolada«       | Saša Lošić                | Janez Zmazek, Saša Lošić | Saša Lošić, Saša Olenjuk       |
| 11. | Darja Švajger     | »Vsakdanji čudeži«         | Primož Peterca            | Primož Peterca           | Rok Golob                      |
| 12. | Vili Resnik       | »Tvoja pesem«              | Sašo Fajon                | Vili Resnik              | Sašo Fajon                     |
| 13. | M4M               | »Objemi me nežno«          | Slavko Avsenik ml.        | Mirjam Beranek           | Slavko Avsenik ml.             |

## Rezultati
O zmagovalcu so (prvič v zgodovini Eme) odločali gledalci preko telefonskega glasovanja. Največ glasov je prejela Tanja Ribič.
| #   | Izvajalec         | Pesem                      | Št. tel. glasov | Uvrstitev |
| --- | ----------------- | -------------------------- | --------------- | --------- |
| 1.  | Natalija Verboten | »Nekdo«                    | 265             | 12.       |
| 2.  | Dominik Kozarič   | »Zaradi nje«               | 650             | 9.        |
| 3.  | Tanja Ribič       | »Zbudi se«                 | 4493            | 1.        |
| 4.  | Tinkara Kovač     | »Veter z juga«             | 574             | 10.       |
| 5.  | Irena Vrčkovnik   | »Kadar boš ob njej zaspal« | 1010            | 7.        |
| 6.  | Melita & Klarisa  | »Daljave«                  | 512             | 11.       |
| 7.  | GROM              | »Le en poljub«             | 895             | 8.        |
| 8.  | Napoleon          | »Prosim, ostani«           | 1794            | 5.        |
| 9.  | Katrina           | »Korak v dežju«            | 213             | 13.       |
| 10. | Rok'n'Band        | »Jagode in čokolada«       | 2226            | 3.        |
| 11. | Darja Švajger     | »Vsakdanji čudeži«         | 3706            | 2.        |
| 12. | Vili Resnik       | »Tvoja pesem«              | 1521            | 6.        |
| 13. | M4M               | »Objemi me nežno«          | 2047            | 4.        |